# Rhopalizus euporidus
Rhopalizus euporidus är en skalbaggsart som beskrevs av Jordan 1894. Rhopalizus euporidus ingår i släktet Rhopalizus och familjen långhorningar. Inga underarter finns listade i Catalogue of Life.